# Helmut F. Albrecht
Helmut F. Albrecht (* 1933 in Wiesbaden) ist ein deutscher Kabarettist, Autor und Werbetexter.
Helmut F. Albrecht arbeitete zunächst als Werbetexter und wurde als Kabarettist durch seine Figur Ali Übülüd, den türkischen Protagonisten einiger seiner Radiosketche, bekannt. Im Rahmen seines Bühnenprogramms „Radio Paletti“ baute er den Charakter weiter aus und absolvierte mehr als 2.000 Auftritte in dieser Rolle. Er veröffentlichte sechs Alben, in denen er Ali als tollpatschigen, sympathischen Gastarbeiter mit satirisch überhöhtem Soziolekt (Allo Chefe, alles paletti!) darstellt.
Albrecht lebt mit seiner Frau Dagmar Nasedy-Albrecht, die auch als seine Managerin und Regisseurin fungiert, in Düsseldorf.

## Werke
- Allo Chefe, alles paletti! Ali-Sketche aus dem katastrophalen Alltagsleben. Möller, Niedernhausen 1995, ISBN 3-8159-0073-5.
- Goethes "Faust" in Schüttelreimen. Merkton Verlag, 2002, ISBN 3-9807-0861-6.